# Lijst van leden van de Kantonsraad van Zwitserland (2003-2007)
Dit artikel bevat een lijst van leden van de Kantonsraad van Zwitserland in de periode 2003–2007.

## Lijst
| Foto                    | Naam                    | Partij  | Kanton                 | Geboortedatum    | Kantonsraadslid sinds | Beroep              |
| ----------------------- | ----------------------- | ------- | ---------------------- | ---------------- | --------------------- | ------------------- |
|                         | Thomas Pfisterer        | FDP/PRD | Aargau                 | 7 mei 1941       | 6 december 1999       | advocaat            |
| Maximilian Reimann      | Maximilian Reimann      | SVP/UDC | Aargau                 | 7 mei 1942       | 11 december 1995      | financieel jurist   |
| Hans Altherr            | Hans Altherr            | FDP/PRD | Appenzell Ausserrhoden | 29 april 1950    | 8 maart 2004          | advocaat            |
| Ivo Bischofberger       | Ivo Bischofberger       | CVP/PDC | Appenzell Innerrhoden  | 24 februari 1958 | 4 juni 2007           | rector              |
| Hans Fünfschilling      | Hans Fünfschilling      | FDP/PRD | Bazel-Landschap        | 19 januari 1940  | 6 december 1999       | informaticus        |
| Anita Fetz              | Anita Fetz              | SP/PS   | Bazel-Stad             | 19 maart 1957    | 1 december 2003       | ondernemer          |
| Simonetta Sommaruga     | Simonetta Sommaruga     | SP/PS   | Bern                   | 14 mei 1960      | 1 december 2003       |                     |
|                         | Hans Lauri              | SVP/UDC | Bern                   | 26 oktober 1944  | 5 juni 2001           | advocaat            |
| Alain Berset            | Alain Berset            | SP/PS   | Fribourg               | 9 april 1972     | 1 december 2002       | econoom             |
| Urs Schwaller           | Urs Schwaller           | CVP/PDC | Fribourg               | 31 oktober 1952  | 1 december 2003       | advocaat            |
| Françoise Saudan        | Françoise Saudan        | FDP/PRD | Genève                 | 9 november 1939  | 4 december 1995       |                     |
| Christiane Brunner      | Christiane Brunner      | SP/PS   | Genève                 | 23 maart 1947    | 4 december 1995       | advocate            |
| Fritz Schiesser         | Fritz Schiesser         | FDP/PRD | Glarus                 | 23 april 1954    | 5 juni 1990           | advocaat            |
| This Jenny              | This Jenny              | SVP/UDC | Glarus                 | 4 mei 1952       | 8 juni 1998           | ondernemer          |
| Christoffel Brändli     | Christoffel Brändli     | SVP/UDC | Graubünden             | 7 maart 1943     | 23 januari 1995       | economisch adviseur |
| Theo Maissen            | Theo Maissen            | CVP/PDC | Graubünden             | 2 september 1944 | 23 januari 1995       | ingenieur           |
| Madeleine Amgwerd       | Madeleine Amgwerd       | CVP/PDC | Jura                   | 1 augustus 1946  | 1 december 2003       | theologe            |
|                         | Pierre-Alain Gentil     | SP/PS   | Jura                   | 12 juli 1952     | 4 december 1995       |                     |
|                         | Franz Wicki             | CVP/PDC | Luzern                 | 28 januari 1939  | 4 december 1995       | advocaat            |
| Helen Leumann           | Helen Leumann           | FDP/PRD | Luzern                 | 7 november 1943  | 4 december 1995       | ondernemer          |
|                         | Pierre Bonhôte          | SP/PS   | Neuchâtel              | 17 juni 1965     | 5 december 2005       | ingenieur           |
| Gisèle Ory              | Gisèle Ory              | SP/PS   | Neuchâtel              | 30 april 1956    | 1 december 2003       | ondernemer          |
|                         | Marianne Slongo         | CVP/PDC | Nidwalden              | 9 juni 1948      | 6 december 1999       | ondernemer          |
| Hans Hess               | Hans Hess               | FDP/PRD | Obwalden               | 4 mei 1945       | 8 juni 1998           | advocaat            |
| Eugen David             | Eugen David             | CVP/PDC | Sankt Gallen           | 3 september 1945 | 6 december 1999       |                     |
| Erika Forster           | Erika Forster           | FDP/PRD | Sankt Gallen           | 27 februari 1944 | 4 december 1995       | ondernemer          |
| Peter Briner            | Peter Briner            | FDP/PRD | Schaffhausen           | 1 november 1943  | 6 december 1999       | ondernemer          |
| Hannes Germann          | Hannes Germann          | SVP/UDC | Schaffhausen           | 1 juli 1956      | 16 september 2002     | econoom             |
| Bruno Frick             | Bruno Frick             | CVP/PDC | Schwyz                 | 31 mei 1953      | 25 november 1991      | advocaat            |
| Alex Kuprecht           | Alex Kuprecht           | SVP/UDC | Schwyz                 | 22 december 1957 | 1 december 2003       |                     |
| Ernst Leuenberger       | Ernst Leuenberger       | SP/PS   | Solothurn              | 18 januari 1945  | 6 december 1999       |                     |
| Rolf Büttiker           | Rolf Büttiker           | FDP/PLR | Solothurn              | 27 juni 1950     | 25 november 1991      | economisch adviseur |
| Hermann Bürgi           | Hermann Bürgi           | SVP/UDC | Thurgau                | 18 februari 1946 | 6 december 1999       | advocaat            |
| Philipp Stähelin        | Philipp Stähelin        | CVP/PDC | Thurgau                | 2 april 1944     | 6 december 1999       | advocaat            |
| Filippo Lombardi        | Filippo Lombardi        | CVP/PDC | Ticino                 | 29 mei 1956      | 6 december 1999       | ondernemer          |
| Dick Marty              | Dick Marty              | FDP/PRD | Ticino                 | 7 januari 1945   | 4 december 1995       |                     |
| Hansruedi Stadler       | Hansruedi Stadler       | CVP/PDC | Uri                    | 6 augustus 1953  | 6 december 1999       | advocaat            |
| Hansheiri Inderkum      | Hansheiri Inderkum      | CVP/PDC | Uri                    | 9 juli 1947      | 11 december 1995      |                     |
| Christiane Langenberger | Christiane Langenberger | FDP/PRD | Vaud                   | 21 april 1941    | 6 december 1999       |                     |
|                         | Michel Béguelin         | SP/PS   | Vaud                   | 1 augustus 1936  | 6 december 1999       |                     |
| Simon Epiney            | Simon Epiney            | CVP/PDC | Wallis                 | 12 februari 1950 | 6 december 1999       | advocaat            |
|                         | Rolf Escher             | CVP/PDC | Wallis                 | 14 april 1941    | 6 december 1999       | advocaat            |
| Peter Bieri             | Peter Bieri             | CVP/PDC | Zug                    | 21 juni 1952     | 23 januari 1995       | leraar              |
| Rolf Schweiger          | Rolf Schweiger          | FDP/PRD | Zug                    | 9 januari 1945   | 1 maart 1999          | advocaat            |
| Trix Heberlein          | Trix Heberlein          | FDP/PRD | Zürich                 | 17 juli 1942     | 1 december 2003       | advocate            |
|                         | Hans Hofmann            | SVP/UDC | Zürich                 | 3 maart 1939     | 21 september 1998     |                     |

## Wijzigingen tijdens de legislatuur
| Foto                | Naam                | Partij  | Kanton                 | Geboortedatum    | Kantonsraadslid sinds | Kantonsraadslid tot                                        | Opvolger          |
| ------------------- | ------------------- | ------- | ---------------------- | ---------------- | --------------------- | ---------------------------------------------------------- | ----------------- |
| Hans-Rudolf Merz    | Hans-Rudolf Merz    | FDP/PLR | Appenzell Ausserrhoden | 10 november 1942 | 22 september 1997     | 10 december 2003 (Verkozen in de Bondsraad)                | Hans Altherr      |
| Pankraz Freitag     | Jean Studer         | SP/PS   | Neuchâtel              | 12 november 1957 | 12 december 1999      | 28 november 2005 (Verkozen in de staatsraad van Neuchâtel) | Pierre Bonhôte    |
| Carlo Schmid-Sutter | Carlo Schmid-Sutter | CVP/PDC | Appenzell Innerrhoden  | 11 maart 1950    | 2 juni 1980           | 3 juni 2007 (ontslag)                                      | Ivo Bischofberger |

Bondsraad
Lijst van leden van de Zwitserse Bondsraad · 
Lijst van bondspresidenten van Zwitserland
Nationale Raad
Aargau · 
Appenzell Ausserrhoden · 
Appenzell Innerrhoden · 
Basel-Landschaft · 
Basel-Stadt · 
Bern · 
Fribourg · 
Genève · 
Glarus · 
Graubünden · 
Jura

Luzern · 
Neuchâtel · 
Nidwalden · 
Obwalden · 
Sankt Gallen · 
Schaffhausen · 
Schwyz · 
Solothurn · 
Thurgau · 
Ticino · 
Uri · 
Vaud · 
Wallis · 
Zug · 
Zürich
1983-1987 · 
1987-1991 · 
1991-1995 · 
1995-1999 · 
1999-2003 · 
2003-2007 · 
2007-2011 · 
2011-2015 · 
2015-2019 · 
2019-2023 · 
2023-2027
Voorzitters
Kantonsraad
Aargau · 
Appenzell Ausserrhoden · 
Appenzell Innerrhoden · 
Basel-Landschaft · 
Basel-Stadt · 
Bern · 
Fribourg · 
Genève · 
Glarus · 
Graubünden · 
Jura

Luzern · 
Neuchâtel · 
Nidwalden · 
Obwalden · 
Sankt Gallen · 
Schaffhausen · 
Schwyz · 
Solothurn · 
Thurgau · 
Ticino · 
Uri · 
Vaud · 
Wallis · 
Zug · 
Zürich
1983-1987 · 
1987-1991 · 
1991-1995 · 
1995-1999 · 
1999-2003 · 
2003-2007 · 
2007-2011 · 
2011-2015 · 
2015-2019 · 
2019-2023 · 
2023-2027
Voorzitters